# オニササ
オニササは、沖縄県石垣市発祥のB級グルメ。おにぎりとウスターソースやマヨネーズ等で味付けした鶏ササミフライとをビニール袋に入れ、一体になるよう握って形を整えたものである。
1981年5月に営業を開始した石垣市登野城の知念商会が元祖とされる。同店は営業開始からしばらくして鶏ササミフライの販売を始めたが、オニササがいつ誕生したかの記録はない。店内の食品ケースで別々に販売されていた鶏ササミフライとおにぎりを、近くの中学生や高校生が工夫するうちに自然と考案され、八重山農林高等学校の生徒がオニササと呼ぶようになった。知念商会によれば、ある大会で優秀な成績を収めた同校の郷土芸能部が沖縄のテレビ局の取材を受け、パワーの源を尋ねられて「オニササ! オニポー! オニコロ」と答えたことから広まったという。「オニササ」および「おにささ」は知念商会の登録商標である。
鶏ササミフライのほかに、さまざまな揚げ物と組み合わされ、ポーク（ランチョンミートのフライ）と組み合わせたものは「オニポー」、コロッケと組み合わせたものは「オニコロ」、トンカツと組み合わせたものは「オニカツ」等と呼ばれる。